# Alec Cunningham-Reid
Alec Stratford Cunningham-Reid DFC, nascut com a Alec Stratford Reid, (Wayland, 1895 – Vaubona, 1977) fou un militar i polític anglès, que serví a l'exèrcit britànic amb el rang de tinent durant la Primera Guerra Mundial, esdevenint un as de l'aviació amb set victòries aèries acreditades. Després de la guerra, entrà en política com a militant del Partit Conservador, exercint el càrrec de membre del Parlament entre 1922 i 1945.